# シルヴァーホーク (競走馬)
シルヴァーホーク (Silver Hawk) とは、アメリカ合衆国で生まれイギリスで調教された競走馬である。現役時代はダービーステークス、アイリッシュダービーで善戦止まりだったが、種牡馬として多くの活躍馬を送り出した。日本ではグラスワンダーの父として知られている。

## 現役時代
2歳になった1981年にデビュー。デビュー戦を勝利し、ロイヤルロッジステークス (G2) では2着に入る。
年が明け、3歳になったシルヴァーホークはクレイヴァンステークス (G3) を勝利。イギリスクラシック三冠に参戦し、初戦の2000ギニーは26頭立ての5着、続くダービーステークスでは前を捕らえ切れずに3着。アイリッシュダービーではジョッケクルブ賞（フランスダービー）の勝ち馬アサートから8馬身離された2着となり、その後怪我で引退した。

## 種牡馬時代
競走馬時代は善戦止まりだったシルヴァーホークであったが、1983年よりエアドリースタッドで種牡馬となったあとは現役時代の無念を晴らすように産駒たちが活躍した。産駒は父同様、中長距離のレースを得意する馬が多い。また、成長の遅い産駒も多く、ナショバズキーのように4歳にデビューしてからG1を勝つような馬もいた。
2003年をもって種牡馬を引退し、エアドリースタッドで余生を過ごしていたが、2008年6月5日に老衰による衰弱のため安楽死の措置がとられた。遺体はエアドリースタッドに埋葬されている。

### おもな産駒

#### 日本国内調教馬
- グラスワンダー（1995年産、1997年朝日杯3歳ステークス、1998年有馬記念、1999年宝塚記念、有馬記念）
- トキオワイルド（1994年産、1999年京都ジャンプステークス）
- ミラクルタイム（1995年産、1998年毎日杯、京都4歳特別）
- シルヴァコクピット（1997年産、2000年きさらぎ賞、毎日杯）
- シンコウカリド（1998年産、2001年セントライト記念）

#### 日本国外調教馬
G1級競走優勝馬のみ記載
- Lady in Silver（1986年産、1989年ディアヌ賞）
- Hawkster（1986年産、1988年ノーフォークステークス、1989年セクレタリアトステークス、オークツリー招待Ｈ（米G1））
- Silver Ending（1987年産、1990年ペガサスハンデ）
- Red Bishop（1988年産、1995年サンフアンカピストラーノハンデ）
- Magnificent Star（1988年産、1991年ヨークシャーオークス）
- Zoonaqua（1990年産、1992年オークリーフステークス、トウカイトリックの母）
- Hawk Attack（1992年産、1995年セクレタリアトステークス）
- Devil River Peek（1992年産、1997年ヴィトリオディカプア賞〈伊G1〉）
- Memories of Silver（1993年産、1996年クイーンエリザベス2世チャレンジカップステークス、1997年ビヴァリーディーステークス〈米G1〉）
- Benny the Dip（1994年産、1997年ダービーステークス）
- Mutafaweq（1996年生、1999年セントレジャー、2000年ドイツ賞、カナディアン国際S、1999年コロネーションカップ）
- Wonder Again（1999年産、2002年ガーデンシティブリーダーズカップハンデ〈米G1〉、2004年ダイアナステークス、グラスワンダーの全妹）
- Nashoba's Key（2003年産、2007年ヴァニティ招待ハンデキャップ、イエローリボンステークス、2008年サンタマルガリータ招待ハンデキャップ）
- Germance（2003年産、2006年サンタラリ賞）

### 母の父として

#### 日本国内調教馬
- ブラックホーク：父Nureyev（1994年産、1999年スプリンターズステークス、2001年安田記念など重賞5勝）
- ピンクカメオ：父フレンチデピュティ（2004年産、2007年NHKマイルカップ）
- トウカイトリック：父エルコンドルパサー（2002年産、2007年ダイヤモンドステークス、2010年阪神大賞典、2012年ステイヤーズステークス）
- トーホウシャイン：父スペシャルウィーク（2003年産、2008年マーメイドステークス）
- ダブルウェッジ：父マイネルラヴ（2006年産、2009年アーリントンカップ）
- ストークアンドレイ：父クロフネ（2010年産、2012年函館2歳ステークス）
- ビービーバーレル：父パイロ（2013年産、2016年フェアリーステークス）
- メートルダール：父ゼンノロブロイ（2013年産、2017年中日新聞杯）
- シルバーステート：父ディープインパクト（2013年産、種牡馬）

#### 日本国外調教馬
G1級競走優勝馬のみ記載
- Ticker Tape:父Royal Applause （2001年産、2004年クイーンエリザベス2世チャレンジカップステークス〈米G1〉)
- Playful Act：父Sadler's Wells（2002年産、2004年フィリーズマイル〈英G1〉）
- Nathaniel：父Galileo（2008年産、2011年キングジョージ6世&クイーンエリザベスステークス〈英G1〉、2012年エクリプスステークス〈英G1〉）
- Winter Memories：父El Prado（2008年産、2011年ガーデンシティハンデキャップ〈米G1〉）
- Seville：父Galileo（2008年産、2013年メトロポリタンハンデキャップ〈豪G1〉）
- Great Heavens : 父Galileo（2009年産、2012年アイリッシュオークス〈愛G1〉）
- Gezora : 父Almanzor（2022年産、2025年ディアヌ賞〈仏G1〉）

## 血統表
| シルヴァーホークの血統             | シルヴァーホークの血統                                | シルヴァーホークの血統                                | （血統表の出典）                                      | （血統表の出典） |
| 父系                               | ロベルト系                                            | ロベルト系                                            | ロベルト系                                            | [ § 2 ]          |
| 父 Roberto 1969 鹿毛 アメリカ      | 父の父Hail to Reason 1958 黒鹿毛 アメリカ             | Turn-to                                               | Royal Charger                                         | Royal Charger    |
| 父 Roberto 1969 鹿毛 アメリカ      | 父の父Hail to Reason 1958 黒鹿毛 アメリカ             | Turn-to                                               | Source Sucree                                         |                  |
| 父 Roberto 1969 鹿毛 アメリカ      | 父の父Hail to Reason 1958 黒鹿毛 アメリカ             | Nothirdchance                                         | Blue Swords                                           | Blue Swords      |
| 父 Roberto 1969 鹿毛 アメリカ      | 父の父Hail to Reason 1958 黒鹿毛 アメリカ             | Nothirdchance                                         | Galla Colors                                          |                  |
| 父 Roberto 1969 鹿毛 アメリカ      | 父の母Bramalea 1959 黒鹿毛 アメリカ                   | Nashua                                                | Nasrullah                                             | Nasrullah        |
| 父 Roberto 1969 鹿毛 アメリカ      | 父の母Bramalea 1959 黒鹿毛 アメリカ                   | Nashua                                                | Segula                                                |                  |
| 父 Roberto 1969 鹿毛 アメリカ      | 父の母Bramalea 1959 黒鹿毛 アメリカ                   | Rarelea                                               | Bull Lea                                              | Bull Lea         |
| 父 Roberto 1969 鹿毛 アメリカ      | 父の母Bramalea 1959 黒鹿毛 アメリカ                   | Rarelea                                               | Bleebok                                               |                  |
| 母 Gris Vitesse 1966 芦毛 アメリカ | 母の父Amerigo 1955 栗毛 イギリス                      | Nearco                                                | Pharos                                                | Pharos           |
| 母 Gris Vitesse 1966 芦毛 アメリカ | 母の父Amerigo 1955 栗毛 イギリス                      | Nearco                                                | Nogara                                                |                  |
| 母 Gris Vitesse 1966 芦毛 アメリカ | 母の父Amerigo 1955 栗毛 イギリス                      | Sanlinea                                              | Precipitation                                         | Precipitation    |
| 母 Gris Vitesse 1966 芦毛 アメリカ | 母の父Amerigo 1955 栗毛 イギリス                      | Sanlinea                                              | Sun Helmet                                            |                  |
| 母 Gris Vitesse 1966 芦毛 アメリカ | 母の母Matchiche 1956 芦毛 フランス                    | Mat de Cocagne                                        | Birikil                                               | Birikil          |
| 母 Gris Vitesse 1966 芦毛 アメリカ | 母の母Matchiche 1956 芦毛 フランス                    | Mat de Cocagne                                        | Fascine                                               |                  |
| 母 Gris Vitesse 1966 芦毛 アメリカ | 母の母Matchiche 1956 芦毛 フランス                    | Chimere Fabuleux                                      | Coaraze                                               | Coaraze          |
| 母 Gris Vitesse 1966 芦毛 アメリカ | 母の母Matchiche 1956 芦毛 フランス                    | Chimere Fabuleux                                      | Nine                                                  |                  |
| 母系(F-No.)                        | 21号族(FN:21-a)                                       | 21号族(FN:21-a)                                       | 21号族(FN:21-a)                                       | [ § 3 ]          |
| 5代内の近親交配                    | Nearco M3×S5×S5 = 18.75%, Blue Larkspur S5×S5 = 6.25% | Nearco M3×S5×S5 = 18.75%, Blue Larkspur S5×S5 = 6.25% | Nearco M3×S5×S5 = 18.75%, Blue Larkspur S5×S5 = 6.25% | [ § 4 ]          |
| 出典                               | 1. 2. 3. 4.                                           | 1. 2. 3. 4.                                           | 1. 2. 3. 4.                                           | 1. 2. 3. 4.      |

母Gris Vitesseは1969年のジャックルマロワ賞優勝馬、母の父Amerigoは1960年のサンフアンカピストラーノハンディキャップやハイアリアターフカップなど49戦14勝、2代母と3代母はノネット賞を親子制覇している。